# Monte Tendureque
O monte Tendureque (em turco: Tendürek Dağı; em armênio: Թոնդրակ; romaniz.: T’ondrak) é um vulcão em escudo na fronteira das províncias de Are e Vã, no leste da Turquia, perto da fronteira com o Irã. O vulcão, que é mais conhecido por estar perto do suposto local do naufrágio da Arca de Noé, é muito grande; seus fluxos de lava cobrem aproximadamente 650 quilômetros quadrados (251 milhas quadradas) numa faixa de terra plana. As duas principais características da montanha são a cratera principal do cume, a Grande Tendureque, e uma cratera menor conhecida como Pequeno Tendureque, que fica a leste da cratera principal. As encostas são muito suaves e lembram um escudo, em homenagem ao qual o tipo é nomeado. O Tendureque é conhecido por ter expelido lava viscosa como a dos vulcões da ilha do Havaí.
O vulcão faz parte de um grupo vulcânico que cerca o lago de Vã, que inclui a lago Ninrode e o monte Ararate. Este grupo de vulcões se formou como resultado de uma colisão continental que começou há cerca de seis milhões de anos e continuou pelos próximos milhões de anos. A vulcanicidade em Tendureque começou há cerca de 250 mil anos e ainda está ativa. A erupção mais recente, uma erupção de gás e cinzas da cratera do cume, ocorreu em 1855; esta também é a erupção mais recente na Turquia. Desde então, o vulcão tem sido principalmente geotermicamente ativo, emitindo algum vapor e gases dos cumes. Desde 1993, a câmara magmática do vulcão tem diminuído, o que significa que o vulcão está entrando numa fase de dormência.

## Geografia
O Tendureque é um vulcão em escudo no extremo leste da Turquia, a aproximadamente 950 quilômetros (590 milhas) da capital Ancara. O vulcão está localizado a nordeste do lago de Vã e a aproximadamente 25 quilômetros (16 milhas) de Doubeiazete, que é a maior cidade nas proximidades. Mais de 170 mil pessoas vivem a 30 quilômetros (19 milhas) do vulcão, tornando-o uma ameaça potencial para os assentamentos próximos.

### Topografia
No cume do Tendureque há duas crateras; o pico ocidental maior tem uma altura de 250 metros (820 pés) e um diâmetro de um quilômetro (uma milha), e é o ponto mais alto do vulcão, excedendo 3 500 metros (11 483 pés). O pico oriental, que é chamado de Pequeno Tendureque (Küçük Tendürek), tem cerca de 100 metros (328 pés) de altura e um diâmetro de 800 metros (2 625 pés). Os fluxos de lava da cratera principal engolfaram o Pequeno Tendureque, fazendo com que a diferença de elevação entre as crateras diminuísse.
A cratera ocidental tem um relevo mais proeminente do que a oriental; é em forma de funil e tem uma espinha traquítica cilíndrica na borda leste. A cratera oriental é principalmente plana e é preenchida com um lago quente. O material vulcânico erupcionado dessas crateras, principalmente lava, cobre aproximadamente 650 quilômetros quadrados (251 milhas quadradas). Após a formação da cratera principal, ocorreram múltiplas erupções ao longo dos flancos do vulcão com fissuras direcionadas de norte a sul, formando domos de traquito e fluxos de lava pāhoehoe, um tipo de lava viscosa e muito móvel. Essas erupções, até 2 500 anos atrás, expandiram a área de terra coberta de lava.

## Cenário tectônico

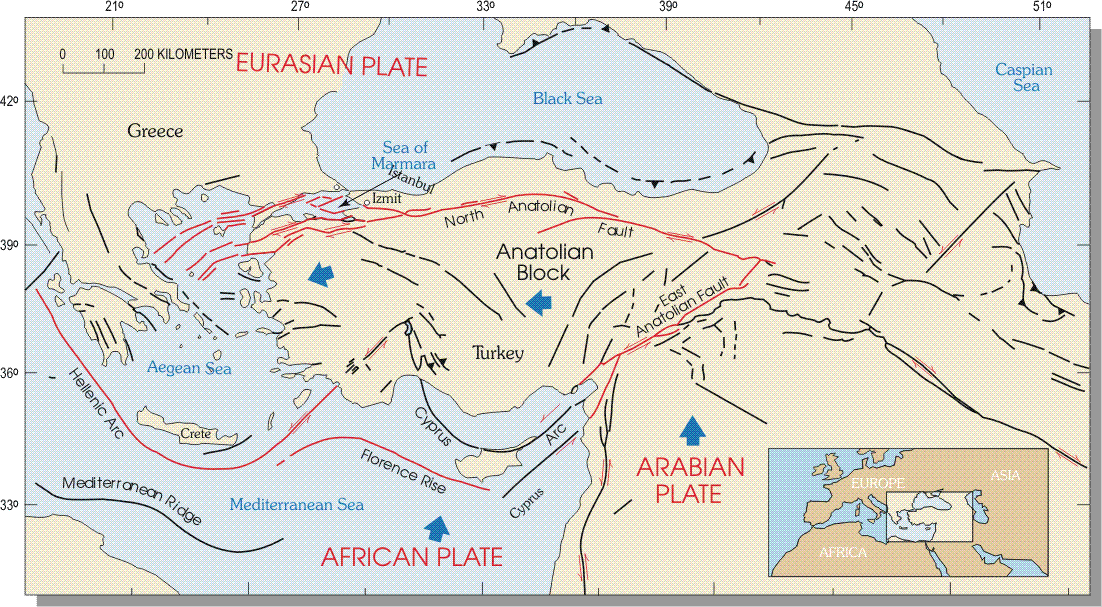
Mapa tectônico da Turquia

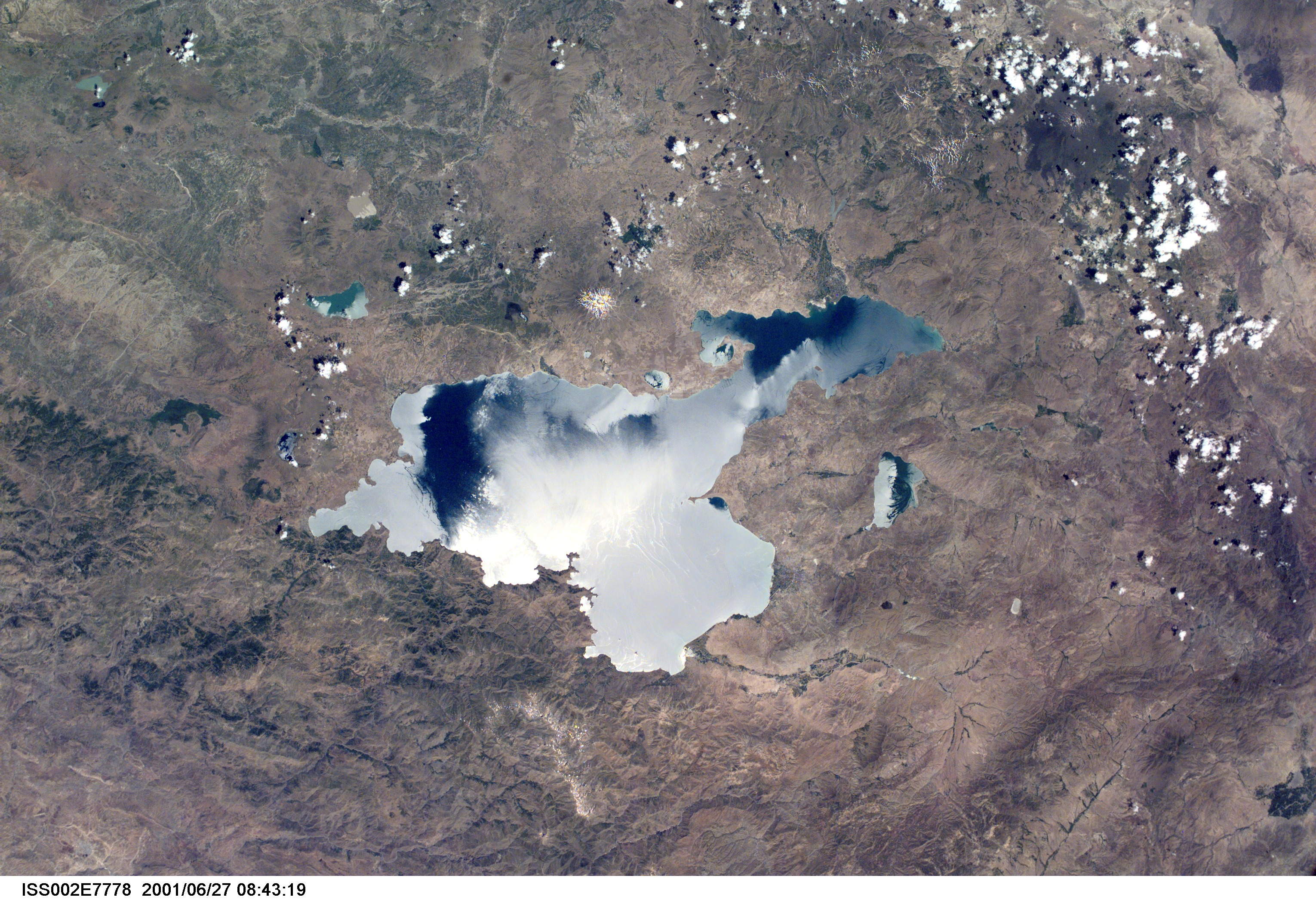
Lago de Vã visto de satélite; o terreno mais escuro no canto superior direito é Tendureque

Tendureque fica na Turquia, que tem algumas das atividades sísmicas e deformações mais extensas do mundo. O país é conhecido por sua extensa história de grandes e mortais terremotos e está dentro do Cinturão de Terremotos do Mediterrâneo, uma zona de deformação complexa causada pela colisão entre as placas tectônicas africana e eurasiática. A tectônica da Turquia é composta por três elementos principais: o Arco Egeu-Chipre, um limite de placa convergente onde a litosfera da placa africana subduz sob a placa da Anatólia; a falha setentrional da Anatólia, de deslizamento dextral, onde o bloco de falha se move horizontalmente à direita contra o bloco através da falha; e a falha oriental da Anatólia, de deslizamento sinistral, onde o bloco de falha se move horizontalmente à esquerda contra o bloco através da falha. As falhas oriental e setentrional da Anatólia são falhas longas de deslizamento, onde a crosta da placa da Anatólia desliza contra a placa arábica e as placas eurasiáticas para se mover ao oeste a partir delas. Essas duas falhas, em sua extremidade oriental, se encontram e formam a junção tripla de Carleova, uma zona de colisão tripla de deslizamento e deslocamento.

### Padrão regional
Acredita-se que o vulcanismo perto do lago de Vã na Anatólia Oriental tenha começado no final do Mioceno como resultado de uma colisão continental como parte de uma província vulcânica que se estende por 900 quilômetros (559 milhas), com uma largura de 350 quilômetros (217 milhas), da Síria em direção ao nordeste na fronteira da Armênia. Acredita-se que o primeiro vulcanismo de colisão na região tenha ocorrido a sudoeste de Erzurum perto de Solcane no meio do Mioceno Tardio como subdução ao norte paralela à zona de impulso de Bitlisse (dirigida para noroeste-sudeste). Essa subdução, ao longo dos próximos milhões de anos, resultou na formação de múltiplos centros vulcânicos, incluindo o Tendureque. O Tendureque fica entre duas longas falhas de deslizamento dextrais direcionadas para noroeste-sudeste. Essas falhas acomodam a colisão continental.

### Petrologia
As lavas do vulcão são predominantemente basaltos e traquiandesitos; estes são os tipos típicos para Tendureque. As lavas básicas — lavas com uma taxa de sílica mais baixa — contêm fenocristais de plagioclásio, clinopiroxênio e olivina incomum. As lavas intermediárias — lavas com uma taxa de sílica mais alta — contêm plagioclásio grande e zoneado (oligoclásio-andesina), glomerocristais de clinopiroxênio e magnetita, ambos numa massa de base rica em plagioclásio.

## História eruptiva
Desde sua formação há 250 mil anos (ka), o Tendureque teve cinco fases; na fase I (250-200 ka), a primeira atividade vulcânica no local ocorreu com traquibasaltos; na fase II (200-150 ka), mais crateras vulcânicas e fissuras se formaram com tefritos; na fase III (150-100 ka), a cratera oriental do Pequeno Tendureque começou a se formar e a atividade se centralizou nela com fonólitos e traquiitos; na fase IV (100-70 ka), a atividade desacelerou seguida pela formação da cratera ocidental de Grande Tendureque com traquiandesitos; e na fase V (50 ka-presente), a atividade continua com erupções no cume fonolítico.

### Episódios eruptivos pré-cone
A atividade vulcânica no Tendureque começou há aproximadamente 250 mil anos com erupções de fissuras de linhas de falhas transtensionais. Essas extrusões produziram lava composta de magma traquibasáltico como havaíta e fluxos piroclásticos tefríticos com depósitos. Esses materiais piroclásticos foram depositados acima de rochas não vulcânicas que formam a base do Tendureque. Essa extrusão primária foi seguida por uma série de erupções explosivas de tefrita acomodadas por lava traquibasáltica viscosa. Durante o período de atividade pré-cone, domos e aglomerados de cones de escória se formaram em fissuras de tendência norte-sul do vulcão. A tefrita móvel e a lava basáltica erupcionadas desses cones de escória cobriram mil quilômetros quadrados (386 milhas quadradas) nas planícies de Doubaiazete e Chalderane. Esses fluxos de lava permanecem sob depósitos aluviais mais jovens. Esse período durou cerca de 100 mil anos.

### Primeira formação de cone principal
150 mil anos atrás, imediatamente antes do início da fase de construção do cone, a atividade vulcânica no Tendureque mudou para um ponto central, onde permanece. Mais tarde, um novo cone — a cratera oriental do Pequeno Tendureque — começou a erupcionar fluxos de lava traquítica e benmoreítica que se espalharam igualmente ao longo da planície na qual o cone estava localizado. Após isso, lavas basálticas muito finas entraram em erupção e depois se espalharam ampla e suavemente, cobrindo a área. Este primeiro episódio de atividade de construção do cone concluiu com erupções mais efusivas, variando de lavas traquíticas a basálticas que formaram um flanco radial para este cone central com ângulos rasos entre 20 e 40 graus. Este flanco, que se seguiu a erupções subsequentes, expandiu-se com fluxos de lava mais fluidos e finos da mesma variedade. Após esta fase, ocorreu um período de quiescência.
Num período posterior, outra nova erupção traquítica começou após a erupção do segundo cone principal. Quando os fluxos de lava em erupção diminuíram, a lava recém-ejetada no primeiro cone principal bloqueou sua cratera, interrompendo as erupções do cume do primeiro cone principal. Isso fez com que a pressão no cone aumentasse. Como a cratera deste cone foi bloqueada, um colapso interno pode ter ocorrido na estrutura do vulcão, causando falhas e fraturas com tendência circular para se formar nos flancos próximos ao cume do complexo. Essas falhas cortam as rochas vulcânicas então recém-formadas.

### Segunda formação de cone principal
A fase climática do vulcão começou quando a atividade mudou para um novo cone — a cratera ocidental de Grande Tendureque — entre 100 e 70 mil anos atrás. Este novo cone começou a expelir fluxos de lava de traquito e benmoreita volumosos e rápidos que atingiram uma espessura de 250 metros (820 pés). Esses grandes fluxos de lava formaram o perfil topográfico atual do vulcão e se expandiram por mais de 500 quilômetros quadrados (193 milhas quadradas) ao longo do embasamento do vulcão. Na cratera do cume, como resultado da pressão bloqueando a cratera oriental principal, fraturas e falhas se formaram na parede sul da cratera e se encheram de magma que formaram diques muito finos. Enquanto isso, a parede noroeste da cratera está ligeiramente deformada para fora da cratera como resultado da injeção forçada de lava na caldeira. Acredita-se que o antigo pico do vulcão ao longo das paredes da cratera tenha desabado como resultado de uma avalanche causada por uma erupção que formou uma cratera menor e rompida. A erupção mais recente em 1855 ocorreu na cratera do cume, formando um pequeno cone de lados íngremes.

### Erupções de flanco
Ao mesmo tempo que as erupções do cume, parte do magma subterrâneo encontrou um caminho diferente à superfície, resultando em erupções de flanco que ocorreram longe das crateras principais em áreas sem cobertura de lava. Estas geralmente irrompiam de fissuras direcionadas de norte a sul e mais tarde formavam um cone de cinzas. A lava dessas erupções fluía principalmente de 200 metros (656 pés) a 500 metros (1 640 pés) de largura e geralmente tinha de dois metros (7 pés) a quatro metros (13 pés) de altura. Essas extrusões de flanco eram geralmente de características basálticas-traquíticas. A mais recente dessas extrusões ocorreu há cerca de 2 500 anos no sudeste do vulcão.

### Dormência recente
Desde sua última erupção, o Tendureque continua a ser geotermicamente ativo. Emissões de vapor e gás podem ser vistas em ambas as crateras e nos flancos. A região do cume vem afundando desde 1993 como resultado de uma soleira se contraindo a uma profundidade de 4,5 quilômetros (três milhas), indicando dormência iminente. Em 2013, a soleira tinha dimensões de cerca de seis quilômetros (quatro milhas) x sete quilômetros (quatro milhas), e continua diminuindo em volume à medida que continua a se solidificar. A contração da soleira causa uma subsidência de cerca de 11 milímetros (0,43 polegadas) por ano no cume, conforme medido pelo InSAR. A subsidência reativou as falhas do anel ao redor dos cumes.

## Fauna e flora
A região do Tendureque abriga espécies de plantas endêmicas, incluindo Fritillaria michailovskyi, Centaurea demirizii, Campanula coriacea e Calamintha caroli-henricana. As populações de pássaros na região incluem o rolieiro-europeu, o noitibó-da-europa, o sombria e o picanço-de-mascarilha. Acredita-se que a águia-das-estepes esteja presente nesta área, mas não há dados exatos.

## Cultura
A leste do Tendureque fica o sítio de Durupenar, que devido ao seu tamanho, formato de navio e grande estrutura agregada é considerado por alguns, sem evidências, como os restos da Arca de Noé. Por sua vez, na Idade Média, os tondraquianos armênios, um movimento religioso da década de 950, recebeu o nome desta área. Eram um movimento herético que se opunha à Igreja Apostólica Armênia no Império Bizantino.